# Мельсдорф
Мельсдорф (нім. Melsdorf) — громада в Німеччині, розташована в землі Шлезвіг-Гольштейн. Входить до складу району Рендсбург-Екернферде. Складова частина об'єднання громад Ахтервер.
Площа — 5,86 км2. Населення становить 1878 ос. (станом на 31 грудня 2020).